# Monuments nationaux de Brčko

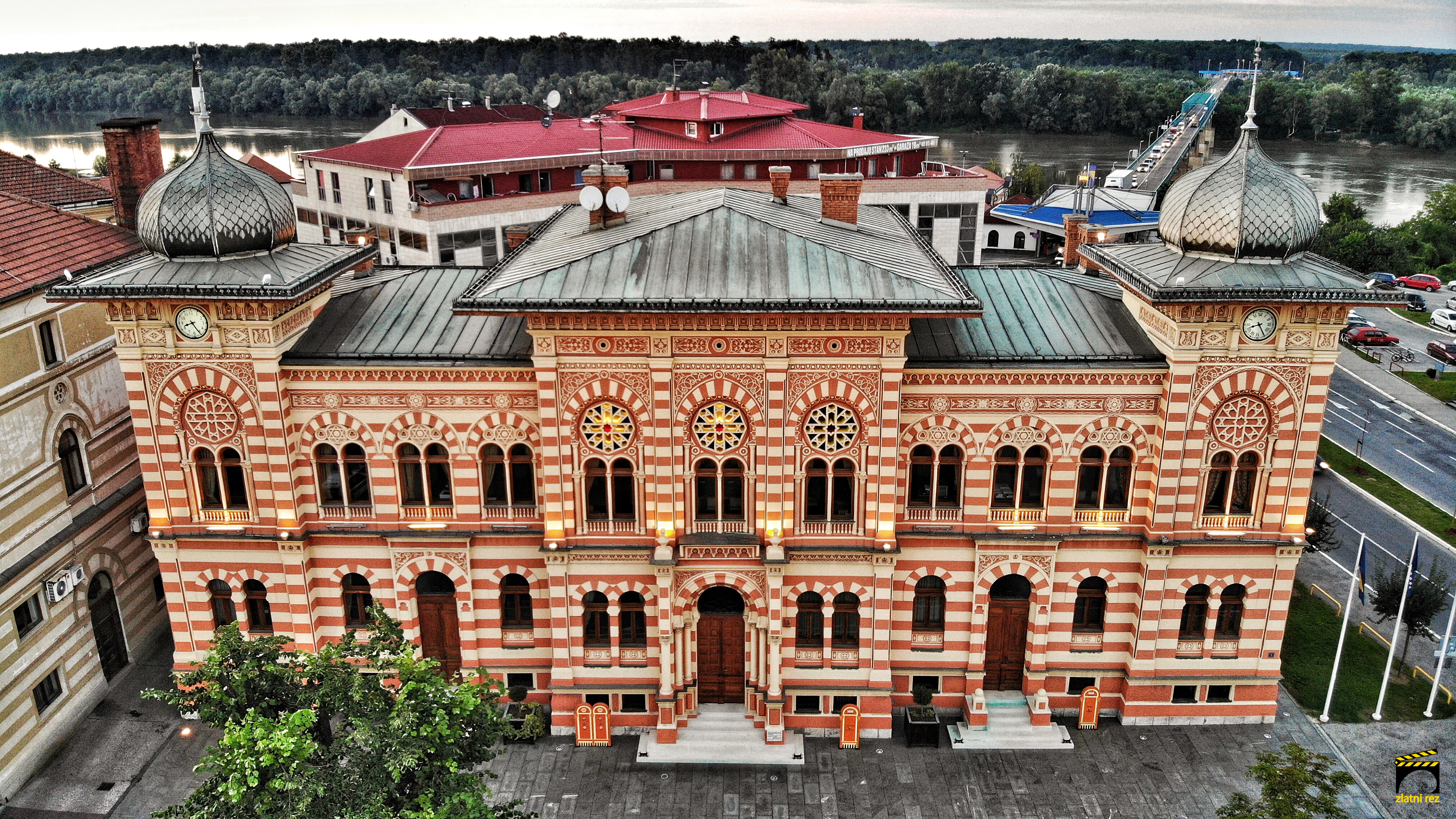
District de Brčko

Cet article recense les monuments nationaux situés sur le territoire de la ville de Brčko intra muros et celui du district de Brčko en Bosnie-Herzégovine. La liste établie par la Commission pour la protection des monuments nationaux compte 10 monuments nationaux inscrits sur la liste principale et 20 monuments inscrits sur une liste provisoire.

## Monuments nationaux

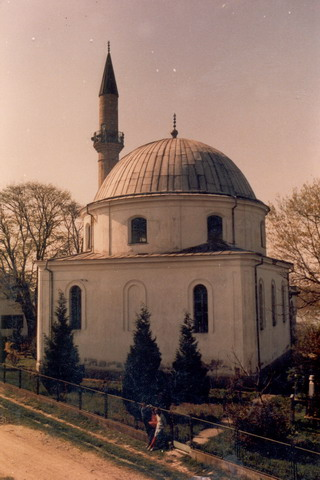
Mosquée d'Azizija

| Monument                               | Ville ou village  | Géolocalisation | Datation                                     | Commentaire éventuel   | Photo |
| -------------------------------------- | ----------------- | --------------- | -------------------------------------------- | ---------------------- | ----- |
| Mosquée Azizija                        | Brezovo Polje     |                 | 1862                                         | Site et vestiges       |       |
| Cimetière valaque de Bijela            | Bijela–Kalajdžije |                 | ?                                            |                        |       |
| Tour Gradašćević                       | Bijela            |                 | Fin du XVIIIe siècle ou début du XIXe siècle | Ensemble architectural |       |
| Islahijet                              | Brčko             |                 | Début du XXe siècle                          | Ensemble architectural |       |
| Église du Sacré-Cœur-de-Jésus de Brčko | Brčko             |                 | 1921-1937                                    | Église catholique      |       |
| Maison Kočić                           | Brčko             |                 | Période austro-hongroise                     |                        |       |
| Première poste de Brčko                | Brčko             |                 | Seconde moitié du XIXe siècle                |                        |       |
| Mosquée Atik de Brčko                  | Brčko             |                 | Avant 1651                                   | Site et vestiges       |       |
| Hôtel de ville de Brčko                | Brčko             |                 | 1890-1892                                    |                        |       |
| Site archéologique de Zidine           | Gornja Skakava    |                 | ?                                            |                        |       |

## Liste provisoire
| Monument | Ville ou village | Géolocalisation | Datation | Commentaire éventuel         | Photo |
| --- | ---------------- | --------------- | -------- | ---------------------------- | ----- |
| Ensemble architectural de Srpska Varoš                                                                               | Brčko            |                 |          |                              |       |
| Église de la Dormition-de-la-Mère-de-Dieu de Brčko                                                                   | Brčko            |                 |          |                              |       |
| Hôtel Posavina | Brčko            |                 |          |                              |       |
| Maison située 26 rue Draže Mihajlovića à Brčko                                                                       | Brčko            |                 |          | Draža Mihajlović (1893-1946) |       |
| Maison située 11 rue Jovana Dučića à Brčko                                                                           | Brčko            |                 |          | Jovan Dučić (1871-1943)      |       |
| Maison située 35 rue Ratka Krpića à Brčko                                                                            | Brčko            |                 |          |                              |       |
| Immeuble situé 15 rue Pavla Gajića à Brčko                                                                           | Brčko            |                 |          |                              |       |
| Banque de la Posavina                                                                                                | Brčko            |                 |          | Posavina                     |       |
| Immeuble commercial situé 10 rue Draže Mihajlovića à Brčko                                                           | Brčko            |                 |          |                              |       |
| Immeuble commercial situé 5 et 7 rue Srpskih oslobodilaca Brčkog à Brčko                                             | Brčko            |                 |          |                              |       |
| Immeuble résidentiel situé 16 rue Milana Cvijanovića à Brčko                                                         | Brčko            |                 |          |                              |       |
| Immeuble résidentiel et commercial situé place Boško Perić Peša à Brčko                                              | Brčko            |                 |          |                              |       |
| Immeuble résidentiel et commercial situé à l'angle des rues Srpskih oslobodilaca Brčkog et Dušana Miloševića à Brčko | Brčko            |                 |          |                              |       |
| Immeuble résidentiel et commercial situé 24 rue Jovana Dučića à Brčko                                                | Brčko            |                 |          |                              |       |
| Immeuble résidentiel et commercial situé au 1 rue Pavla Gajića à Brčko                                               | Brčko            |                 |          |                              |       |
| Académie de commerce de Brčko                                                                                        | Brčko            |                 |          |                              |       |
| Villa située au 3 rue Njegoševoj à Brčko                                                                             | Brčko            |                 |          |                              |       |
| Banque nationale de Brčko                                                                                            | Brčko            |                 |          |                              |       |
| Bâtiment mansardé sur la place Boškà Perić Peša à Brčko                                                              | Brčko            |                 |          |                              |       |
| Bâtiment situé au 4 rue Srpskih oslobodilaca Brčkog à Brčko                                                          | Brčko            |                 |          |                              |       |